# توکوتارو اوکون
توکوتارو اوکون (به انگلیسی: Tokutaro Ukon) بازیکن فوتبال اهل ژاپن و عضو تیم ملی فوتبال ژاپن است که در تاریخ ۱۵ مه ۱۹۳۴ میلادی اولین بازی ملی‌اش را انجام داد. او در ۵ بازی ملی حضور داشت و آخرین بازی ملی خود را در تاریخ ۱۶ ژوئن ۱۹۴۰ میلادی انجام داد. توکوتارو اوکون در بازی‌های ملی‌اش
۱ گل به ثمر رساند.